# Pabellón M
La tour Pabellón M est un gratte-ciel de 205 mètres construit en 2015 à Monterrey au Mexique. 